# Mitropolia Chișinăului și a întregii Moldove

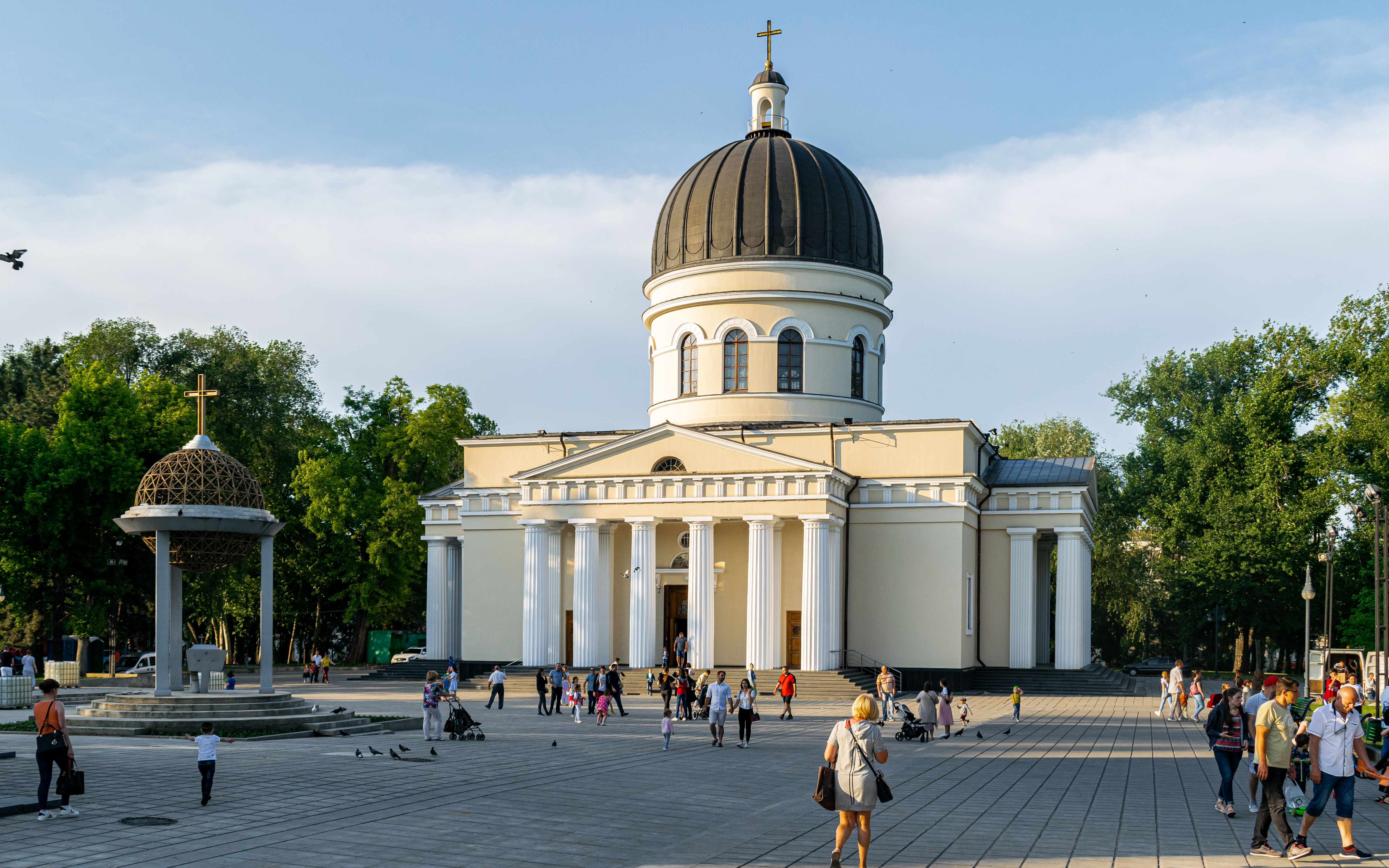
Catedrala „Nașterea Domnului” din Chișinău, sediul Mitropoliei Chișinăului și a întregii Moldove (Patriarhia Moscovei)

Biserica Ortodoxă din Moldova (BOM) este o biserică ortodoxă cu drept de autoadministrare, aflată sub jurisdicția Patriarhiei Moscovei. Din anul 1989 întâistătător al acestei biserici este mitropolitul Vladimir Cantarean, care poartă titlul de Mitropolit al Chișinăului și al întregii Moldove. Scaunul mitropolitan al Bisericii Ortodoxe din Moldova se află la Chișinău, iar catedrala mitropolitană este Catedrala Nașterea Domnului din Chișinău. Mitropolia este compusă din 7 eparhii și 4 vicariate: Eparhia de Chișinău, Eparhia de Tiraspol și Dubăsari, Eparhia de Cahul și Comrat, Eparhia de Ungheni și Nisporeni, Eparhia de Bălți și Fălești, Eparhia de Edineț și Briceni, eparhia de Soroca și Drochia, Vicariatul de Orhei , Vicariatul de Căpriana și Vicariatul de Ciadîr-Lunga, Vicariatul de Donduseni .

## Istorie
Se crede că creștinismul ortodox a fost pentru prima dată adus în România și Moldova de Apostolul Andrei. În 1391, Patriarhia Ecumenică de Constantinopol, care avea jurisdicție asupra regiunii, a ales un mitropolit anume pentru Mitropolia Moldovei. Începând cu secolul al XV-lea, acest mitropolit a fost ales de Biserica autocefală din Ohrid, dar, după desființarea acesteia, a revenit la jurisdicția Bisericii din Constantinopol. În acest timp, în secolul al XVII-lea, Metropolia Moldovei a trecut de la folosirea limbii slavone la limba română. 
În 1812, jumătatea estică a Moldovei (redenumită Basarabia) a fost anexată de Imperiul Rus, care a plasat bisericile ortodoxe pe acest teritoriu sub jurisdicția Bisericii Ortodoxe Ruse. În 1813, a fost înființată Episcopia de Chișinău și Hotin, sub arhiepiscopul român Gavriil Bănulescu-Bodoni. După 1821, statul și biserica rusă au început o politică de centralizare și rusificare, care includea impunerea limbii slavone în loc de limba română ca limbă liturgică și toți arhiepiscopii ruși.Cu toate acestea, preoții nativi continuă să slujească în parohiile rurale (care acoperă majoritatea populației moldovenești); deoarece cei mai mulți nu au vorbit în limba rusă, încercările de a înființa un seminar rusesc au eșuat, iar clerul rural a devenit din ce în ce mai izolat de conducerea bisericii. În consecință, după 1867, autoritățile bisericești au început să folosească atât publicațiile moldovenești cât și cele ruse în publicațiile lor, iar în 1905 a existat o inițiativă de scurtă durată pentru a face limba moldovenească limba de învățământ.

## Episcopat
Întâistătător: membru permanent al Sfântului Sinod al Bisericii Ortodoxe Ruse, mitropolit al Chișinăului și al întregii Moldove: Vladimir Cantarean
- Arhiepiscop de Tiraspol și Dubăsari: Savva Volkov
- Arhiepiscop de Cahul și Comrat: Anatolie Botnari
- Arhiepiscop de Ungheni și Nisporeni: Petru Musteață
- Arhiepiscop de Bălți și Fălești: Marchel Mihăescu
- Arhiepiscop de Edineț și Briceni: Nicodim Vulpe
- Episcop de Soroca și Drochia: Ioan Moșneguțu
- Vicar al Mitropoliei Chișinăului și al Întregii Moldove, episcop de Orhei: Siluan Șalari
- Vicar al Mitropoliei Chișinăului și al Întregii Moldove, episcop de Căpriana: Filaret Cuzmin
- Vicar al Eparhiei de Cahul și Comrat, episcop de Ceadîr-Lunga: Nicolae Roșca
- Vicar al Eparhiei de Edineț și Briceni, episcop de Donduseni: Patrocl Porumbac

## Critici
BOM a fost criticată pentru susținerea cauzei pro-ruse și pentru atitudinea anti-europeană și anti-românească, precum și despre BOR invers. De asemenea canonicitatea acesteia este pusă la îndoială de ierarhii BOR, pe motivul că Mitropolia Basarabiei a fost desființată cu forța de autoritățile sovietice iar Patriarhia Moscovei fiind avantajată de situație, a creat eparhii și a instalat episcopi moscoviți aici.

## Eparhii

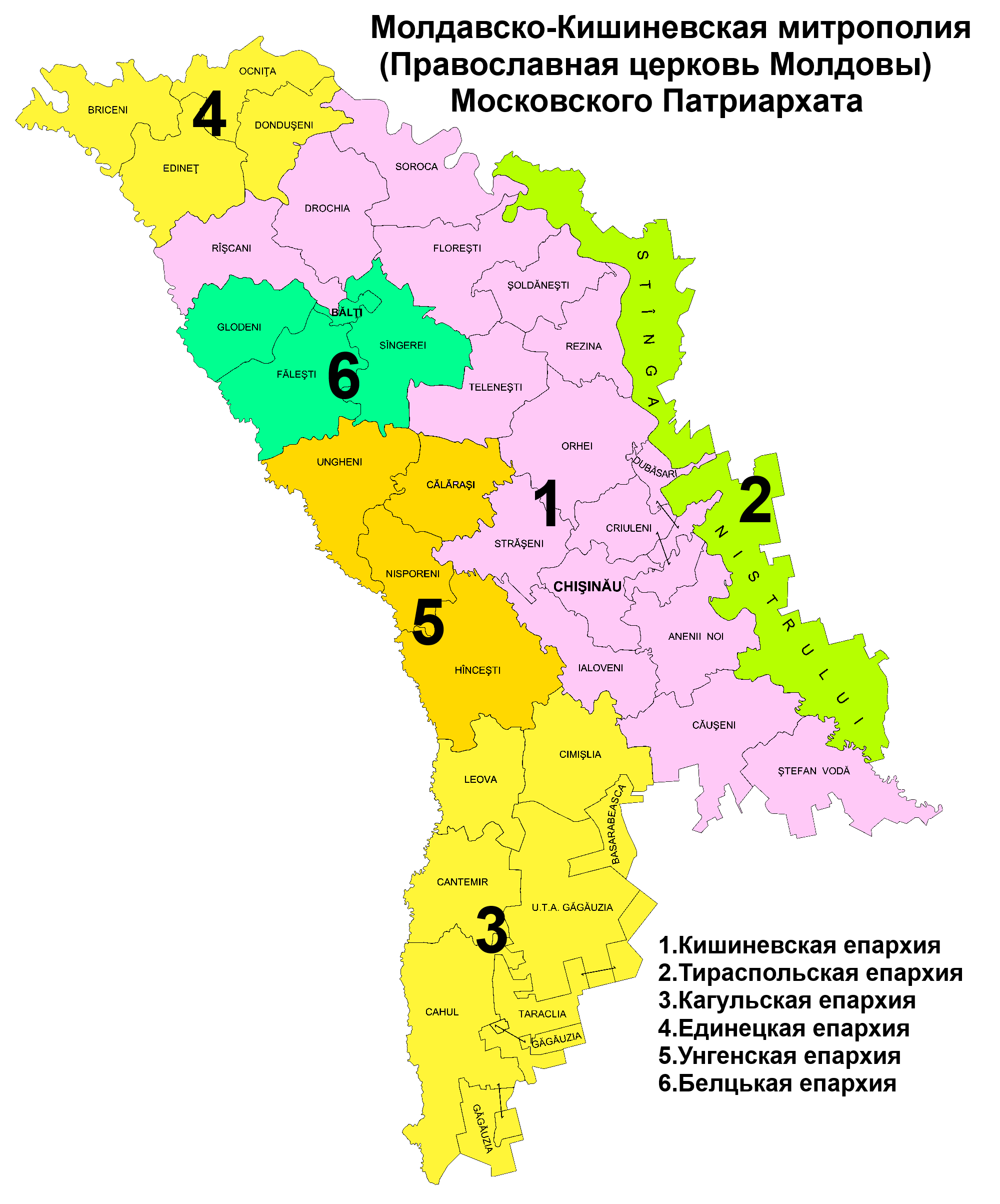
Biserica Ortodoxă din Moldova (Patriarhia Moscovei)

Biserica Ortodoxă din Moldova include șapte eparhii și patru vicariate:
- Eparhia Chișinăului
- Eparhia de Tiraspol și Dubăsari
- Eparhia de Cahul și Comrat
- Eparhia de Edineț și Briceni
- Eparhia de Ungheni și Nisporeni
- Eparhia de Bălți și Fălești
- Eparhia de Soroca și Drochia
- Vicariatul de Orhei
- Vicariatul de Căpriana
- Vicariatul de Ceadîr-Lunga
- Vicariatul de Donduseni